# Go Home
Go Home ist ein Jazzalbum des Art Ensemble of Chicago. Die im März und April 1970 entstandenen Aufnahmen erschienen angeblich 1970 auf dem Label Galloway.

## Hintergrund
Das Album gehört zu den zahlreichen Produktionen des Art Ensemble of Chicago, die während ihres zweijährigen Aufenthalts in Frankreich entstand, einen Monat nach Certain Blacks und vor Chi-Congo, das im Mai/Juni 1970 eingespielt wurde. Bei dieser Studiosession spielten die Mitglieder des Art Ensemble das Stück „Dance“, das die gesamte B-Seite der LP einnimmt, mit französischen Jazzmusikern ein, Bernard Vitet, Ivan Jullien und Jean-Louis Chautemps. Weitere Musiker waren Ambrose Jackson (Trompete), Raymond Katarzynski (Posaune) und zwei weitere Posaunisten, die Saxophonisten Alain Matot, Daniel Ventosa und Kenneth Terroade, unbekannte Perkussionisten und ein Streichquartett. Die A-Seite der LP enthält die fünf kurzen Stücke „Hello Chi“ (Instrumental), „From Bengali“, „From Saint-Louis“, „Fly with Honey Hee“ und „Hello Chi“, aufgenommen in der üblichen Quartettbesetzung mit Lester Bowie, Roscoe Mitchell, Joseph Jarman und Malachi Favors. in der zweiten Fassung von „Hello Chi“ wirkte Fontella Bass als Vokalistin mit.
Go Home sei eine selbst für diese Gruppe experimentierfreudige Session, notierte Phil Freeman; sie würde Dröhnen, atmosphärische Einleitungen und Zwischenspiele („Paris Hello Chi“, „From Bengali“), ausgelassenen, altmodischen Swing („From St. Louis“) Avantgardistisches Hupen und Klappern („Fly with Honey Bee“) umfassen, und auch ein ausgedehntes Zwischenspiel mit etwas enthält, das wie Schrottplatz-Percussion klingt, sowie ein Stück mit Gesang von Fontella Bass, der Frau des Trompeters Lester Bowie („Hello Chi“), und das seitenlange, Strawinsky-artige „Dance“, das acht zusätzliche Bläser und eine Streichergruppe enthält.
Die Neuauflage auf Compact Disc vereinte die LPs Chi-Congo und Go Home.

## Titelliste
- Art Ensemble of Chicago: Go Home (Galloway Records 600 502)[3]

1. Hello Chi (Instrumental) 2:53
2. From Bengali 3:50
3. From Saint-Louis 2:30
4. Fly with Honey Hee 6:24
5. Hello Chi 2:36
6. Dance 15:30

## Rezeption
Phil Freeman verlieh dem Album in seiner Neuauflage, gekoppelt mit Chi-Congo, in Allmusic viereinhalb Sterne und schrieb, diese gestochen scharf klingende Aufnahme sei ein Schaufenster für viele Facetten der Musik des Art Ensembles und ein Hauptwerk ihrer Diskographie. Jedes dieser Alben sei für sich genommen stark; Zusammen auf einer einzigen CD unverzichtbar für Avantgarde-Jazz-Fans.